# Коновалов Сергій Олегович
Сергі́й Оле́гович Конова́лов (позивний «Роланд»; 25 квiтня 2000, м. Одеса — 14 липня 2022, Херсонська область) — український громадський активіст, військовослужбовець, солдат Збройних сил України, учасник російсько-української війни.

## Життєпис
Родом із Одеси.
Закінчив Одеський ліцей № 92 (2018). Студент 4-го курсу історичного факультету Тернопільського національного педагогічного університету імені Володимира Гнатюка.
У 13 років брав участь в одеському Євромайдані. Активний учасник акцій патріотичних організацій. Участник подiй 2 травня 2014 року. У 2019 році під час навчання добровільно вступив у Добровольчий український корпус. Після повернення з фронту очолив «Праву молодь Одещини». Пізніше був призваний на строкову службу, але підписав контракт з 10-ю окремою гірсько-штурмовою бригадою. У грудні 2021-го демобілізувався.
З початком повномасштабного російського вторгнення в Україну 2022 року приєднався до 28-ї окремої механізованої бригади. Загинув 14 липня 2022 року на Херсонщині.
Похований 16 липня 2022 року в родинному місті.

## Вшанування пам'яті
- 14 жовтня 2022 року на фасаді Одеського ліцею № 92 відкрили пам'ятну дошку Сергію Коновалову[3].
- 26 липня 2024 року в Одесі перейменували провулок на честь Сергія Коновалова.[4]